# Фюрно, Тобиас
Тобиас Фюрно (англ. Tobias Furneaux; 21 августа 1735 — 18 сентября 1781) — британский мореплаватель, офицер Королевского военно-морского флота, сопровождавший известного путешественника Джеймса Кука во время его второго кругосветного плавания.
Фюрно родился 21 августа 1735 года недалеко от английского города Плимут, в семье Уильяма Фюрно (1696—1748) и Сьюзанн Уилкокс (1698—1775). Поступив на службу в военно-морской флот, принимал участие в плаваниях к побережью Франции и Африки. В период с августа 1766 по май 1768 года был вторым лейтенантом на британском корабле HMS Dolphin, находившемся под командованием капитана Самюэля Уоллиса, который совершил на нём кругосветное путешествие. В течение короткого промежутка времени командовал экспедицией ввиду болезни Уоллиса и его первого лейтенанта. Так, 25 июня 1767 года он объявил остров Таити британским владением, назвав его «островом короля Георга».
В ноябре 1771 года Фюрно стал командором и возглавил судно HMS Adventure, которое сопровождало экспедицию Джеймса Кука. В ходе экспедиции судно Фюрно дважды разлучалось с кораблём британского путешественника. Вынужденный самостоятельно продолжить плавание, Фюрно исследовал южное и восточное побережье острова Тасмания, составив их подробную карту и дав название ряду географических объектов. Впоследствии Джеймс Кук подтвердил открытия Фюрно и назвал в его честь группу островов в проливе Банкс. После того как корабль HMS Adventure покинул экспедицию недалеко от Новой Зеландии в октябре 1773 года, Фюрно вернулся домой, привезя с собой полинезийца с острова Раиатеа, Омаи, который помогал Джеймсу Куку.
В 1775 году Фюрно получил звание капитана. В ходе Войны за независимость США командовал британским кораблём Siren.
Умер 18 сентября 1781 года.